# Charles Lee Tilden Jr.
Charles Lee Tilden Jr. (4 de junho de 1894 — 1 de novembro de 1968) foi um jogador de rugby union estadunidense, campeão olímpico.

## Carreira
Enquanto estudava na Universidade da Califórnia em Berkeley, TIlden jogou pelo California Golden Bears no rugby e futebol americano. Ele integrou a equipe da Seleção dos Estados Unidos que conquistou a medalha de ouro nos Jogos Olímpicos de Verão de 1920 em Antuérpia. Na partida disputada no Estádio Olímpico em 5 de setembro de 1920, a seleção americana derrotou a favorita francesa por 8–0. Ele jogou um total de duas partidas pela seleção dos EUA sem marcar nenhum ponto. Além da final do torneio olímpico, voltou a jogar contra os franceses no dia 10 de outubro do mesmo ano.
Quatro anos depois, ele era jogador reserva do time olímpico americano de rugby, mas não jogou. Juntamente com outros medalhistas de ouro do rugby union, ele foi incluído no Hall da Fama do IRB em 2012.